# Cratypedes lateritius
Cratypedes lateritius är en insektsart som först beskrevs av Henri Saussure 1884.  Cratypedes lateritius ingår i släktet Cratypedes och familjen gräshoppor. Inga underarter finns listade i Catalogue of Life.